# Geferson
Geferson Cerqueira Teles, (Lauro de Freitas, 13 de maio de 1994) é um futebolista brasileiro que atua como lateral-esquerdo. Atualmente está no Atlético Piauiense. É também neto do ex-atacante Biriba, campeão brasileiro de 1959.

## Carreira

### Internacional
Geferson começou sua carreira nas categorias de base do Internacional, onde permaneceu até o fim de 2014 e ser promovido ao profissional. Em 2015, com o treinador Diego Aguirre, Geferson foi inscrito na Copa Libertadores. Assumiu a titularidade após o então titular Fabrício deixar o clube.
Após alguma sequência de jogos, Geferson se destacou e foi convocado para a Seleção Brasileira pelo técnico Dunga. Ao retornar para o clube, não conseguiu retomar o bom nível. Também foi marcado por um gol contra no jogo de volta da semifinal da Libertadores contra o Tigres, partida esta em que o Inter foi eliminado. O jogador quase chegou a ser negociado com a Sampdoria, da Itália, mas as negociações emperraram.

### Vitória
A pedido de Argel Fucks, que o treinou no Inter, no dia 9 de janeiro de 2017, Geferson foi contratado pelo Vitória por empréstimo de um ano.

### CSKA Sófia
Em 7 de janeiro de 2018, Geferson foi apresentado pelo CSKA Sófia, da Bulgária. O lateral tinha mais seis meses de contrato com o Inter, sendo liberado em definitivo em troca de 25% dos direitos econômicos a serem efetivados na próxima transferência da carreira do atleta.

### Paysandu
No dia 17 de dezembro de 2023, Geferson foi anunciado pelo Paysandu, porém, sua jornada pelo clube não durou muito, no dia 19 de abril de 2024, o jogador foi dispensado pelo clube, após realizar apenas 3 jogos, sendo o principal motivo da dispensa, lesões frequentes.

### Atlético Piauiense
Em dezembro de 2024, Geferson foi anunciado como reforço do Atlético Piauiense como reforço para a temporada de 2025.

## Seleção Brasileira
Geferson foi convocado a Seleção Brasileira pela primeira vez e para disputar a Copa América de 2015 devido ao corte de Marcelo. Esta convocação causou surpresa na mídia e ao próprio jogador, em vista contar com menos de seis meses como profissional em seu clube.

## Títulos
Internacional
- Campeonato Gaúcho: 2015, 2016
- Recopa Gaúcha: 2016

Vitória
- Campeonato Baiano: 2017